# Blepharita pallida
Blepharita pallida är en fjärilsart som beskrevs av Arnold Spuler 1905. Blepharita pallida ingår i släktet Blepharita och familjen nattflyn. Inga underarter finns listade i Catalogue of Life.